# ميليسا وولف
ميليسا وولف  (و. 1964  م) هي عارضة كندية، ولدت في نيو ويستمينيستر، كولومبيا البريطانية.

## وصلات خارجية
- ميليسا وولف على موقع IMDb (الإنجليزية)
- ميليسا وولف على موقع قاعدة بيانات الفيلم (الإنجليزية)

- ميليسا وولف في قاعدة بيانات الأفلام على الإنترنت